# 1716
| 1716               |
| ------------------ |
| Dødsfald - Fødsler |
| • Begivenheder     |

| Gregoriansk kalender | 1716 MDCCXVI            |
| Ab urbe condita      | 2469                    |
| Armensk kalender     | 1165 ԹՎ ՌՃԿԵ            |
| Kinesiske kalender   | 4412 – 4413 乙未 – 丙申 |
| Etiopisk kalender    | 1708 – 1709             |
| Jødisk kalender      | 5476 – 5477             |
| Hindukalendere       |                         |
| - Vikram Samvat      | 1771 – 1772             |
| - Shaka Samvat       | 1638 – 1639             |
| - Kali Yuga          | 4817 – 4818             |
| Iransk kalender      | 1094 – 1095             |
| Islamisk kalender    | 1128 – 1129             |

Konge i Danmark: Frederik 4. 1699-1730 – Danmark i krig: Den store nordiske krig 1700-1721
Se også 1716 (tal)

## Begivenheder

### Udateret
- Peter den Store besøger København

### Februar
- 24. februar - Peter Wessel Tordenskjold bliver adlet af den danske konge og modtager dermed sit efternavn Tordenskjold

### Juni
- 5. juni - ved underskrivelsen af Westminster-traktaten forpligter England og Tyskland sig til gensidigt forsvar i tilfælde af krig

### Juli
- 8. juli - en dansk flådestyrke under ledelse af Tordenskjold overrumpler og ødelægger en svensk transportflåde ved Slaget i Dynekilen

### August
- 5. august - i et forrygende slag slår prins Eugen af Savoyen med en styrke på 40.000 østrigere en hær på 150.000 tyrkere under Darnad Ali Pasha i slaget ved Peterwardein. Over 30.000 tyrkere mister livet

### November
- 26. november - den første løve bliver udstillet i Boston, USA

## Født
- 24. juli – Bolle Willum Luxdorph, dansk embedsmand, digter og historiker (død 1788).

## Dødsfald
- Gottfried Wilhelm Leibniz
- 19. februar – Dorothe Engelbretsdotter (født 1634), Norges første kendte, kvindelige forfatter.
- 14. december - Rudolph Günter von Grabow, dansk oberst og godsejer af Ågård lige syd for Fjerritslev. (født 1663).